# Echte Nelkenwurz
Die Echte Nelkenwurz (Geum urbanum), auch Gemeine Nelkenwurz genannt, ist eine Art aus der Gattung der Nelkenwurzen (Geum), die zur Familie der Rosengewächse (Rosaceae) gehört.
Dem wissenschaftlichen Gattungsnamen Geum liegt vermutlich das griechische Wort γεῦμα geuma zugrunde, das den Geschmack einer Sache bedeutet, und auf den Nelkengeruch der Wurzeln Bezug nimmt, auf den auch der deutsche Trivialname Nelkenwurz verweist. In den Wurzeln ist etwa 0,15 % Eugenol enthalten, das bei deren Verletzung durch enzymatische Umsetzung des Glykosids Gein entsteht. Eugenol ist Hauptbestandteil des Gewürznelkenöls. Das Artepitheton urbanus bedeutet städtisch und weist auf häufige Wuchsorte der Pflanze in der Nähe von Siedlungen hin. Die Echte Nelkenwurz wurde früher als Heilpflanze verwendet, in Klostergärten angebaut und als Zusatz in Kräuterlikör genutzt. Daran erinnert der Volksname Benediktenwurz bzw. Benediktinerkraut für die lateinisch früher auch Benedicta bzw. Benedicta caryophyllata (auch garioffilata und ähnlich sowie Filla) genannte Pflanze.

## Beschreibung

### Allgemeine Merkmale

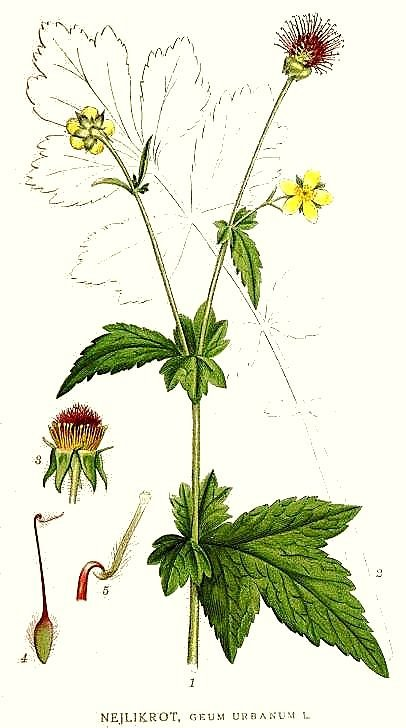
Echte Nelkenwurz, Illustration

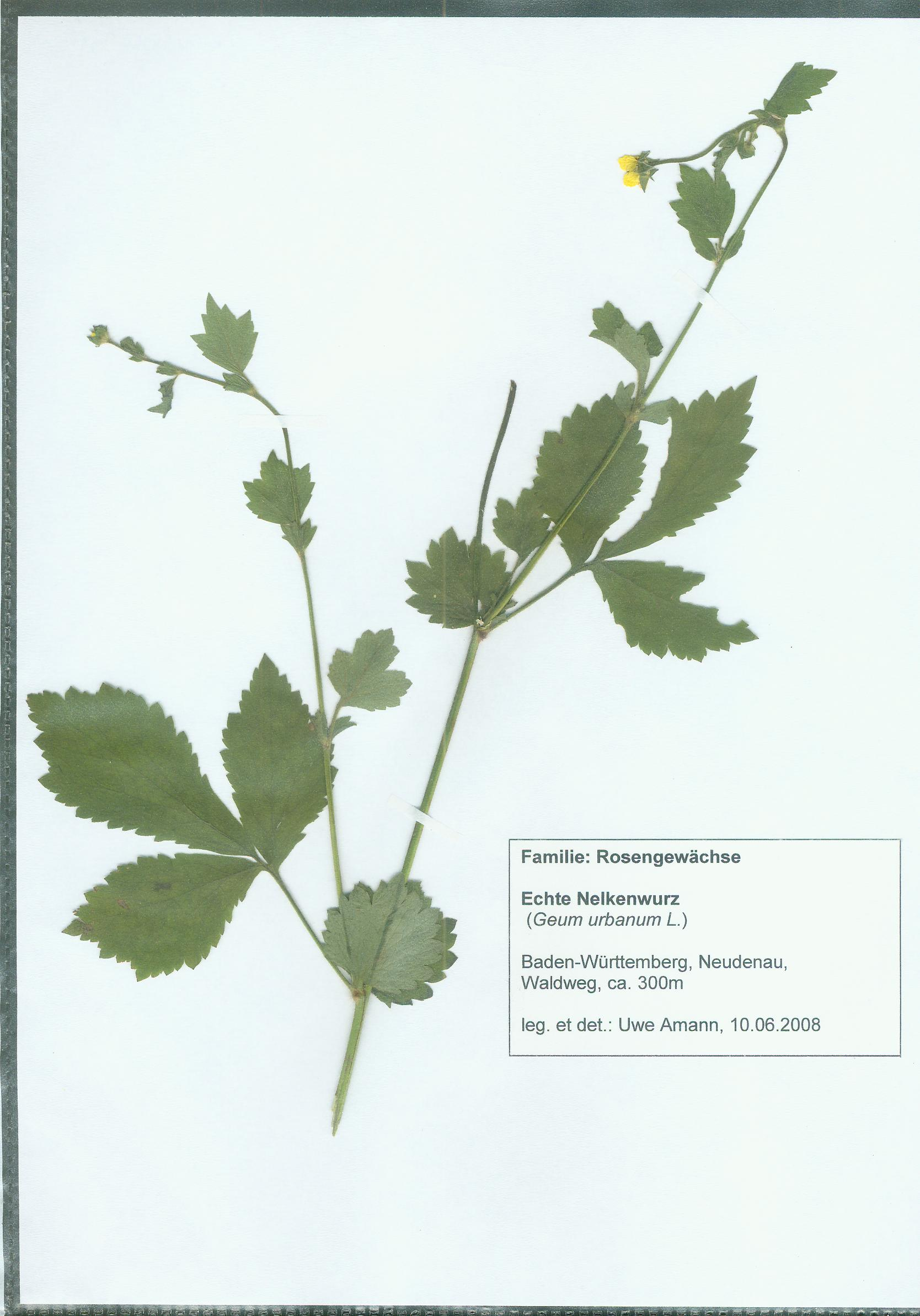
Herbarbeleg

Die Echte Nelkenwurz wächst als ausdauernde, immergrüne, krautige Pflanze, die Wuchshöhen von etwa 30 bis 120 cm erreicht. Da die Überdauerungsorgane dicht an der Erdoberfläche liegen, wird die Echte Nelkenwurz zu den Hemikryptophyten gezählt. Als Speicherorgan dient ein aufrecht gerichtetes, dickliches und kurzes, 3 bis 4 selten bis 7 Zentimeter langes und 1 bis 2 Zentimeter breites Rhizom, das auch die vegetative Vermehrung sicherstellt. Es ist rübenförmig gestaltet und an der Außenseite braun-gelblich gefärbt. Im Querschnitt gesehen besitzt es ein dunkelpurpurnes Zentrum. Charakteristisch sind die reiche Bewurzelung und der Besatz mit Wurzel- und Blattgrundresten. Die Wurzeln enthalten das Glycosid Gein, das durch das Enzym Gease bei Verletzung in Eugenol und das Disaccharid Vicianose gespalten wird. Eugenol riecht intensiv nach Nelken und ist Bestandteil mehrerer ätherischer Öle, wie Nelkenöl oder Pimentöl. Die Sprossachse gliedert sich in einen gestauchten rosettenbildenden und einen gestreckten laubblatttragenden Abschnitt, daher wird die Echte Nelkenwurz den Halbrosettenpflanzen zugeordnet.

### Erscheinungsbild
Die Echte Nelkenwurz besitzt einen aufrechten Wuchs. Die mäßig breit bis schlanke Sprossachse wächst verzweigt. Sie weist feine Kanten und eine braunrote Färbung auf. Sie ist mehr oder weniger dicht mit langen und kurzen Haaren besetzt.

### Blätter

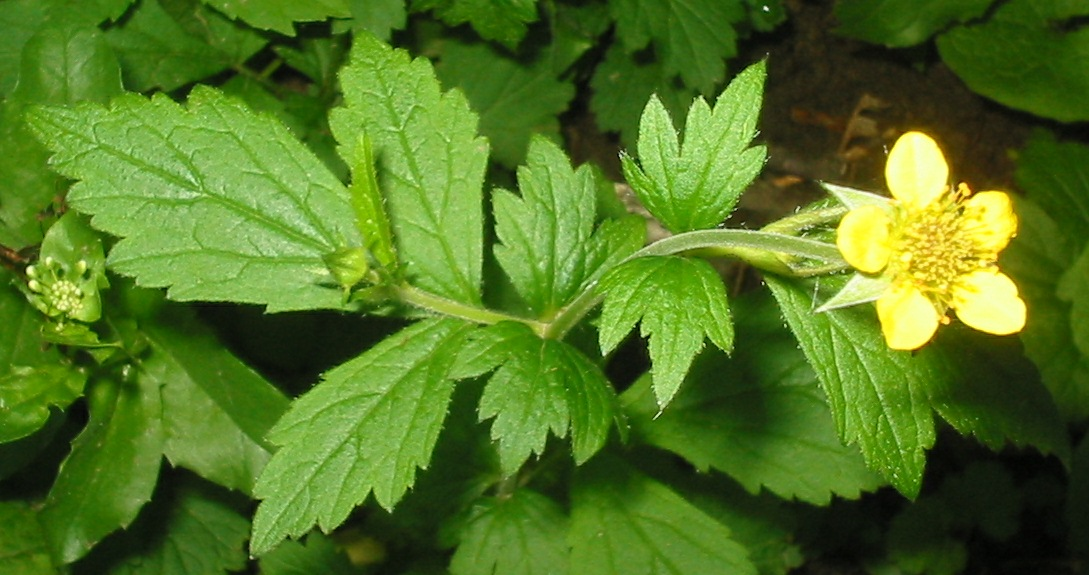
Blatt und Blüte der Echten Nelkenwurz

Die grundständigen, in einer Rosette angeordneten Laubblätter entspringen dem Rhizom. Sie sind langgestielt. Die Länge des Blattstiels misst gewöhnlich etwa 10 Zentimeter, sie kann jedoch auch 15 bis 18 Zentimeter betragen. Der Blattstiel ist behaart und weist Rillen auf. Die Blattspreite entwickelt eine Länge bis etwa 14 Zentimeter. Sie variiert in der Form von verkehrt-eiförmig bis eiförmig. Sie ist unregelmäßig unpaarig gefiedert, oft mit einem Paar Fiedern, manchmal auch mit zwei bis drei Paaren größerer Fiederblättchen. Die Endfieder ist mit durchschnittlich 6 (–10) Zentimeter Länge deutlich größer als die Seitenfiedern. Die Blattoberseite der Fiedern weist eine Behaarung auf, die Blattunterseite ist vor allem auf den Blattadern behaart. Die Seitenfiedern sind gelappt, der Blattrand kann zweifach gesägt bis unregelmäßig gesägt-gekerbt ausgestaltet sein. Die Spreite der Endfieder ist drei- bis fünffach gelappt, manchmal auch tief eingeschnitten.
Die kurzgestielten Stängelblätter mit dreizählig geteilten Blättchen sind wechselständig an der Sprossachse angeordnet. Sie erscheinen nach den Grundblättern. Im unteren Stängelabschnitt ähneln sie diesen und nehmen dann nach oben in ihrer Größe kontinuierlich ab. Die obersten Stängelblätter sind undeutlich dreilappig gestaltet mit gekerbtem Rand. Typisch für die Echte Nelkenwurz sind die auffällig großen Nebenblätter. Diese befinden sich an der Basis des Blattstiels der Stängelblätter. Sie besitzen eine annähernd rundliche Form und sind laubblattartig gegliedert. Der Blattrand ist kerbzähnig.

### Blütenstand und Blüte

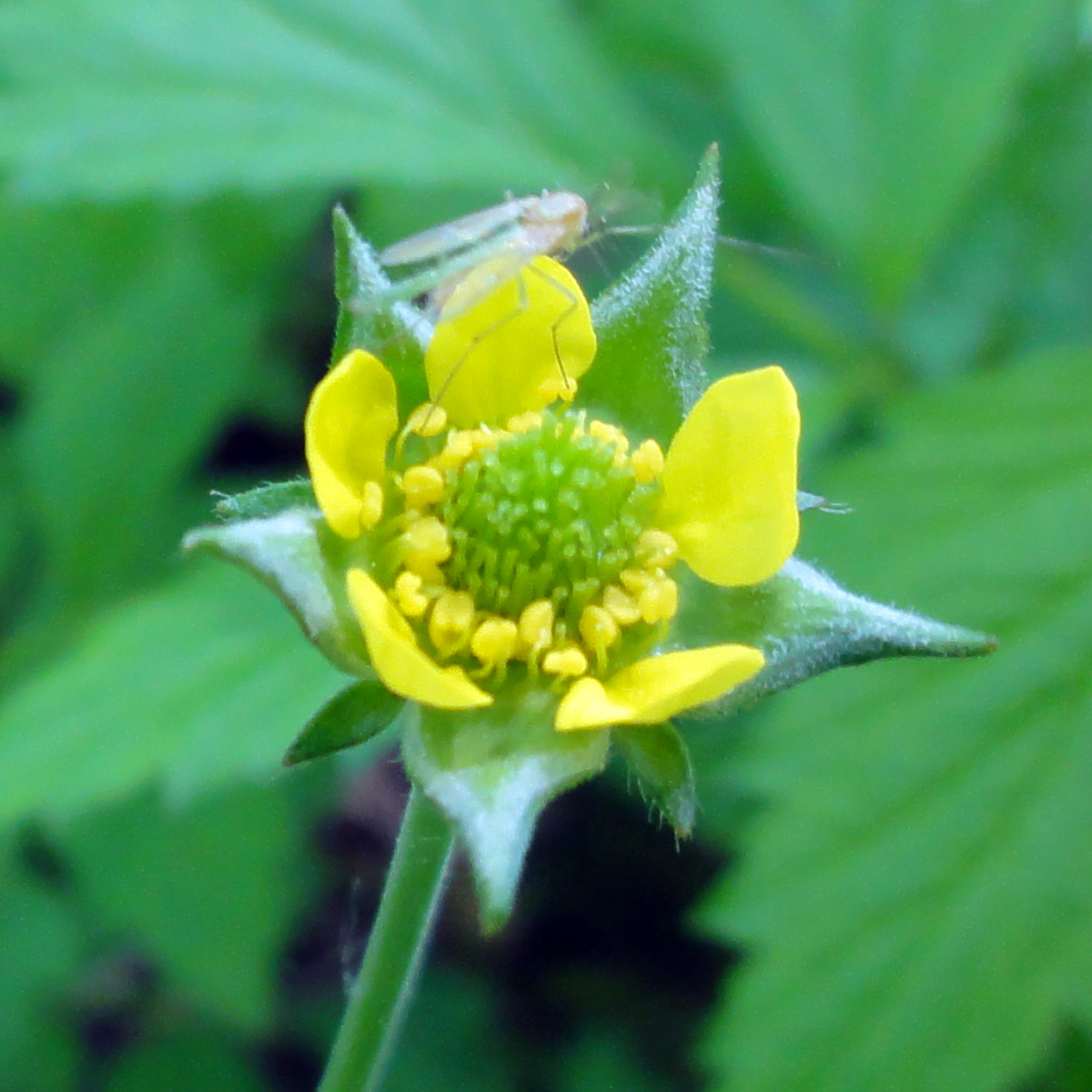
Blüte

Die Blütenstandsstängel entspringen den Achseln der Grundblätter. Die leuchtend gelben Blüten sind in einer lockeren, sparrig verzweigten, wenigblütigen Zyme zusammengefasst. Die Blüten sind in den Zymen aufrecht gerichtet. Die Einzelblüte besitzt einen langen Stiel. Dieser ist dicht mit langen und kurzen Haaren besetzt.
Die Blüten der Echten Nelkenwurz sind radiärsymmetrisch. Sie können zwittrige, männliche oder weibliche Geschlechtsausprägung aufweisen. Hierbei kommen zum einen männliche und zwittrige Blüten auf einer Pflanze gemeinsam vor, was der andromonözischen Verteilung entspricht, zum anderen verteilen sich die Blüten auch androdiözisch, das heißt, zwittrige und männliche Blüten wachsen auf verschiedenen Pflanzen. Auch Exemplare mit rein weiblichen Blüten wurden festgestellt.
Die fünfzählige Blüte der Echten Nelkenwurz besitzt ein doppeltes Perianth. Dem Kelch vorgelagert ist ein schmaler grüner Außenkelch, dessen lanzettlich geformten Segmente eine Länge von 2 bis 5 Millimeter und eine Breite von etwa 5 Millimeter entwickeln. Die fünf grünen, außen behaarten Kelchblätter besitzen eine breit-dreieckige Form. Ihre Länge variiert zwischen 4 und 7 Millimeter. Zur Blütezeit liegen sie ausgebreitet der Blüte an, zur Fruchtzeit sind sie zurückgeschlagen. Die fünf leuchtend gelben gerundeten, schmal verkehrt-eiförmigen Kronblätter werden etwa 3 bis 6 Millimeter lang. Sie fallen bald nach dem Erblühen ab. Staubblätter sind in Vielzahl vorhanden. 60 bis 80 sehr kleine freie Fruchtblätter stehen auf der gewölbten Blütenachse. Die Fruchtknoten sind oberständig und behaart. Der endständige purpurfarbene Griffel ist in zwei Teile gegliedert. Der untere hakenförmige Teil ist kahl, der obere Teil geht von der Hakenspitze ab und ist mehr oder weniger federförmig behaart. Die Blütezeit erstreckt sich von Mai bis Oktober.

### Frucht

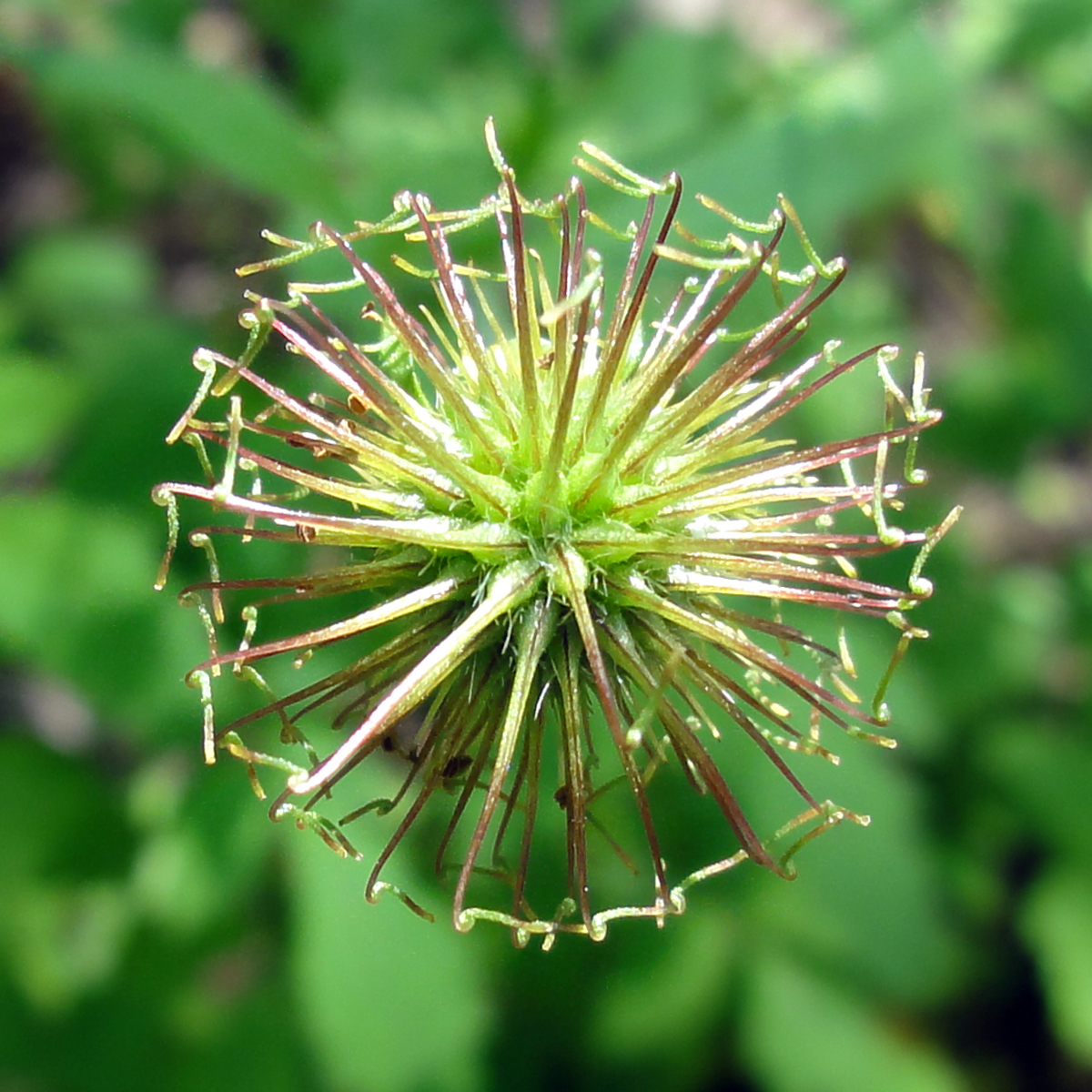
Fruchtstand vor der Reife

Die zahlreichen Fruchtblätter entwickeln sich zu kleinen behaarten Nüsschen. Diese stehen an der zapfenförmigen Blütenachse, die zur Fruchtzeit stark vergrößert ist. Der verlängerte und verhärtete Griffel verbleibt an der Frucht. Im oberen Drittel, an der Stelle an der der Griffel geknickt ist, befindet sich ein zartes Trenngewebe, von wo sich bei Fruchtreife das kürzere obere Griffelstücks ablöst. An der Frucht verbleibt der hakenförmig gekrümmte Griffelrest.

### Chromosomensatz
Die Echte Nelkenwurz ist eine polyploide Art. Ausgehend von der Chromosomengrundzahl der Gattung Geum von x = 7 ist sie mit bei einer Chromosomenzahl von 2n = 42 hexaploid.

## Ökologie

### Bestäubungsökologie
Bei den zwittrigen Blüten der Echten Nelkenwurz reifen die weiblichen Geschlechtsorgane – Griffel und Narbe – vor den männlichen Fortpflanzungsorganen, den Staubbeuteln, wobei jedoch eine längere zeitliche Überlappung der männlichen und weiblichen Blütenphase besteht. Dieser Mechanismus, botanisch schwache Proterogynie genannt, fördert leicht Fremdbestäubung im Vergleich zur Selbstbestäubung. Da die innersten Staubblätter gleichzeitig mit den äußeren Griffel reifen, wird auch spontane Selbstbestäubung begünstigt. Im Vergleich zur Selbstbestäubung tritt bei der Echten Nelkenwurz Fremdbestäubung eher selten auf.
Nach Kugler handelt es sich bei der Echten Nelkenwurz um nektarführende Scheibenblumen. Der Nektar wird halb verdeckt im Blütenzentrum angeboten und dort zwischen den Staubblättern abgesondert. Der Insektenbesuch ist nur spärlich. Gewöhnlich suchen Fliegen, Schwebfliegen und Käfer die Blüte auf.

### Ausbreitungsökologie

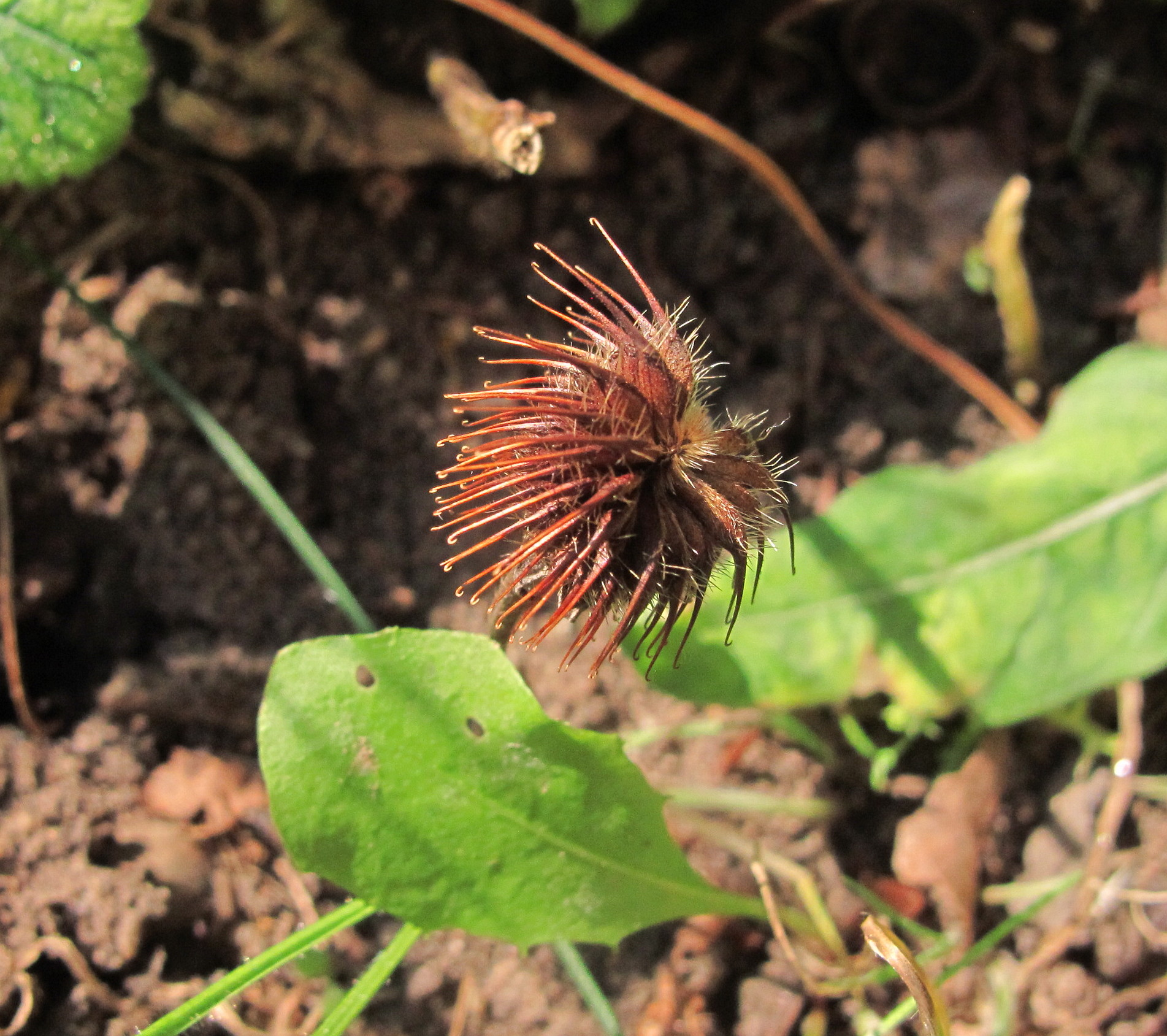
Reife Frucht mit nach außen stehenden Griffelhaken

Der hakenförmig, verholzte Griffelrest hat für die epichore Ausbreitung eine wichtige Funktion. Da der Griffelhaken nach außen gerichtet ist, können die Nüsschen von vorbeikommenden Tieren abgestreift werden. Als Kletthafter bleiben sie beispielsweise im Fell von Rindern, Schafen oder Damwild haften und werden weiter ausgebreitet. Auch mit der Kleidung des Menschen können sie verschleppt werden. Über ihr Rhizom ist der Echten Nelkenwurz auch die vegetative Vermehrung, eine Form der Selbstausbreitung im weiten Sinne, möglich.

### Synökologie

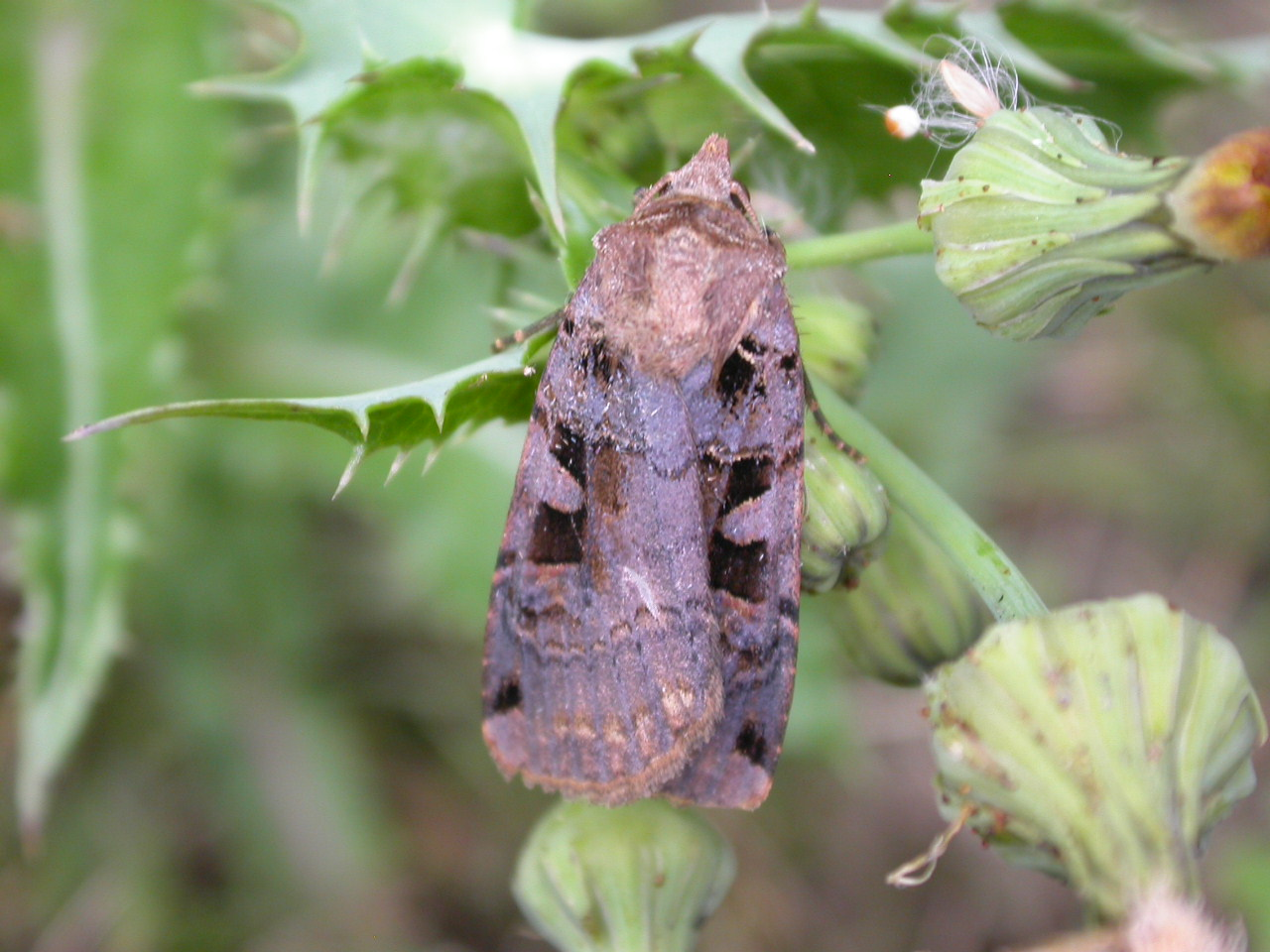
Triangel-Erdeule

Die Echte Nelkenwurz dient den Raupen einiger Falterarten polyphag als Futterpflanze, so der Dunklen Waldschatteneule (Rusina ferruginea), dem Bergwald-Blattspanner (Xanthorhoe montanata), dem Vierbinden-Blattspanner (Xanthorhoe quadrifasiata) und der Triangel-Erdeule (Xestia triangulum).

## Vorkommen

### Verbreitung
Die Echte Nelkenwurz hat native Vorkommen in Nordafrika, im gemäßigten Asien und in Europa. Im Einzelnen sind Bestände in folgenden Gebieten belegt:
In Nordafrika ist die Echte Nelkenwurz in Algerien, Marokko und Tunesien vertreten.
Aus West-Asien sind Vorkommen in der Türkei, dem Irak und dem Iran bekannt. Im Kaukasus ist die Echte Nelkenwurz in Armenien, Aserbaidschan, Georgien sowie in Ciscaucasia und Dagestan (russische Föderation) belegt. Mittelasien weist Bestände in Kasachstan, Kirgisistan, Tadschikistan und Turkmenistan auf.
Nordeuropäische Vorkommen sind aus Dänemark, Finnland, Irland, Norwegen, Schweden und Großbritannien bekannt. In Mitteleuropa ist die Echte Nelkenwurz in Österreich, Tschechien, Deutschland, Ungarn, den Niederlanden, Polen, der Slowakei und der Schweiz vertreten. In Osteuropa gilt sie in Estland, Lettland, Belarus, Russland und Litauen belegt. Süd-Ost-Europa weist Vorkommen in Albanien, Bosnien-Herzegowina, Bulgarien, Kroatien, Griechenland, Italien, Mazedonien, Montenegro, Rumänien, Serbien und Slowenien auf. In Süd-West-Europa sind Wuchsorte in Frankreich mit Korsika, Spanien und Portugal zu finden.
In Deutschland ist die Echte Nelkenwurz gemein in allen Bundesländern zu finden. Die Vorkommen in Österreich gelten in allen Bundesländern als häufig. In der Schweiz ist die Echte Nelkenwurz außer in Hochgebirgslagen ebenfalls verbreitet bis (insbesondere im Nordwesten) häufig.
Eingebürgert gilt die Echte Nelkenwurz in Australien und Neuseeland.

### Standort

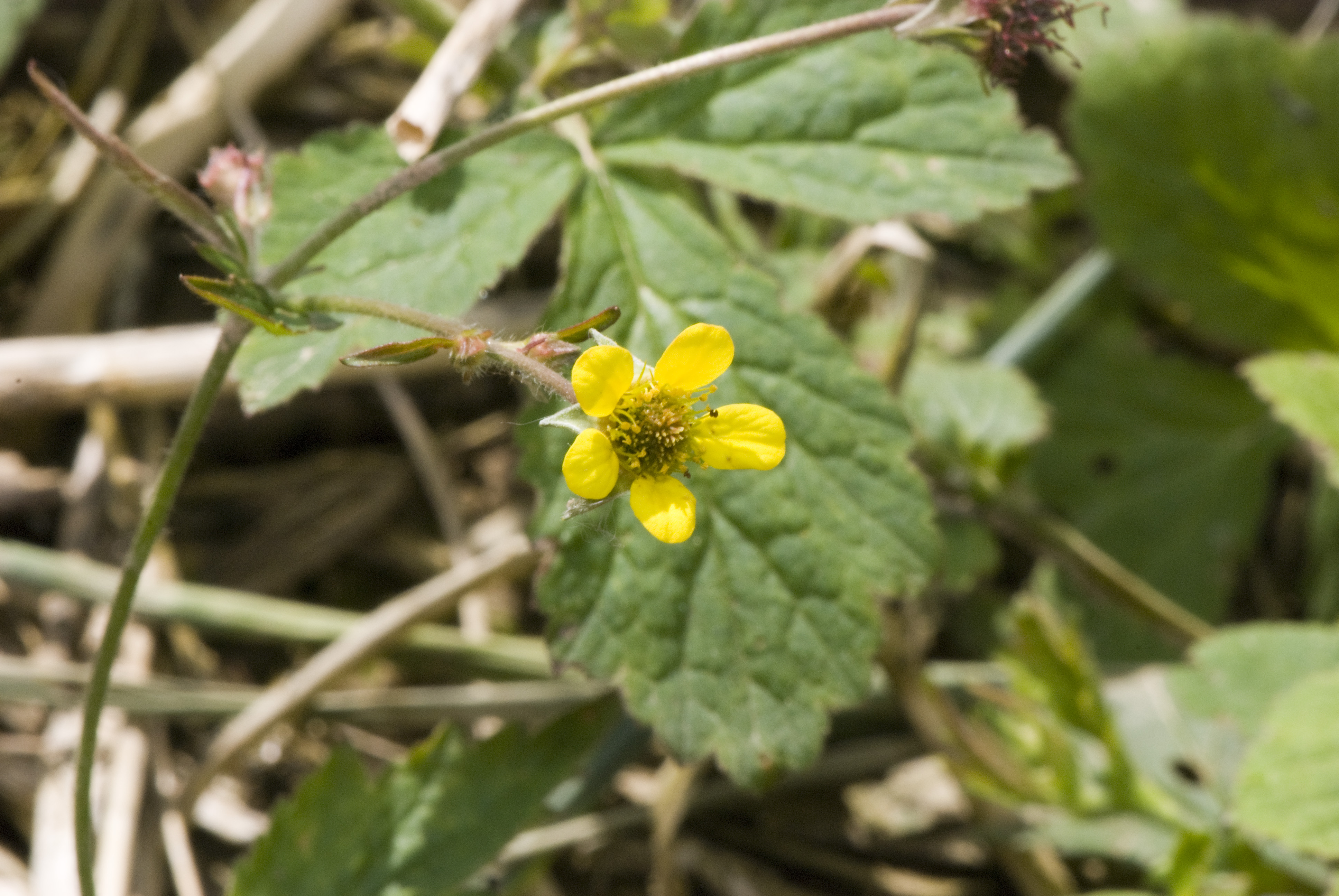
Pflanze am Standort

Die etwas wärmeliebende Echte Nelkenwurz bevorzugt lichte frische, krautreiche Eichen-Hainbuchenwälder und Auenwälder. Sie ist eine regelmäßige Begleitart halbschattiger Waldwege und -lichtungen. Auch in Gebüschen und Säumen ist sie typischerweise zu finden. Schattige nährstoffreiche Ruderalfluren in Städten zählen ebenso zu den regelmäßigen Wuchsorten. An ihren Standorten benötigt die Echte Nelkenwurz nährstoffreiche Böden. In den Alpen steigt die Art bis 1000 Höhenmeter an. Dörr und Lippert berichten aber auch von einem Vorkommen auf der Pointalpe bei Hinterstein in Bayern bei 1320 Meter Meereshöhe. Im Inntal erreicht sie 1500 Meter, im Rhonetal 1600 Meter und im Maderanertal 1800 Meter Meereshöhe.
Ihr Hauptvorkommen erreicht die Echte Nelkenwurz in nährstoffreichen Stauden- und ausdauernden Unkrautfluren. Laub- und Tannenwälder mittlerer Standorte gelten als Nebenvorkommen.
Die ökologischen Zeigerwerte nach Landolt et al. 2010 sind in der Schweiz: Feuchtezahl F = 3+ (feucht), Lichtzahl L = 2 (schattig), Reaktionszahl R = 3 (schwach sauer bis neutral), Temperaturzahl T = 3+ (unter-montan und ober-kollin), Nährstoffzahl N = 4 (nährstoffreich), Kontinentalitätszahl K = 3 (subozeanisch bis subkontinental).

### Pflanzensoziologie
Die Echte Nelkenwurz gilt als Kennart der Ordnung Basalgesellschaft nitrophytischer Säume Glechometalia hederaceae Tx. in Tx. et Brun-H. Innerhalb dieser Ordnung bildet sie gemeinsam mit der Knoblauchsrauke die bestimmende Art des Verbands Nelken-Knoblauchsraukensäume (Geo-Alliarion). Diese Säume begleiten Gehölze oder bilden sich auf Lichtungen in schattiger bis halbschattiger Lage. Häufig ist dieser Verband auch an entsprechenden ruderalen Standorten zu finden. Ihr Hauptvorkommen besitzt die Echte Nelkenwurz in der Ordnung Hecken und Gebüsche (Prunetalia Tx.) sowie in der Ordnung Buchen- und Edellaubmischwälder (Fagetalia sylvaticae Pawl.).

## Systematik

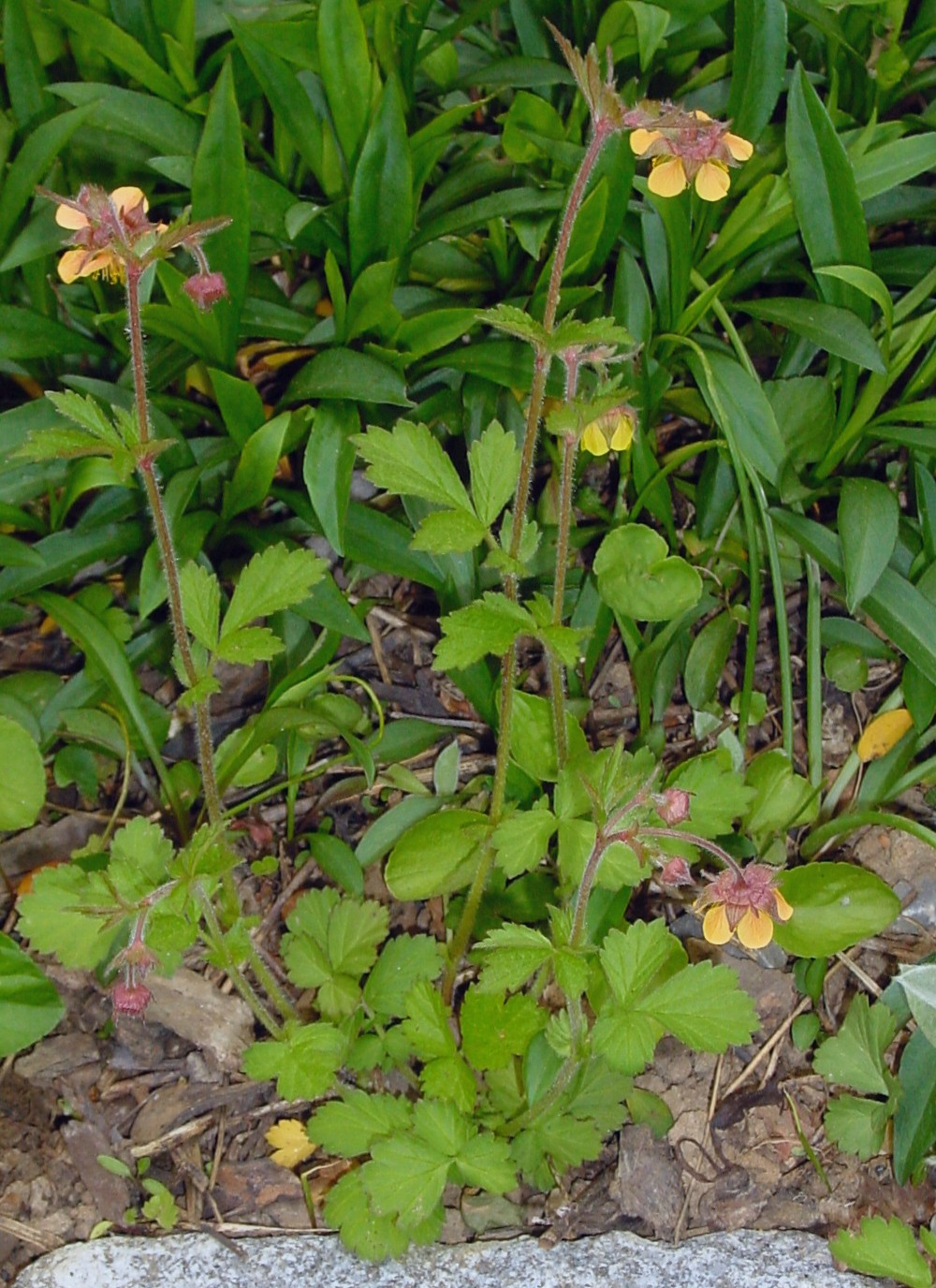
Hybride Geum × intermedium

Die Art Geum urbanum L. wurde 1753 von Carl von Linné in Species Plantarum, Seite 501 erstveröffentlicht. Als Synonym gilt Geum rivale subsp. urbanum Á. Löve & D. Löve.
Der häufig auftretende Bastard Geum rivale × Geum urbanum wird als Geum ×intermedium Ehrh. bezeichnet. Er kommt in Europa und in der Türkei vor.

## Verwendung

### Heilpflanze
Für die pharmakologische Droge werden Rhizome und Wurzeln der Nelkenwurz verwendet (Caryophyllatae rhizoma „Nelkenwurzel“). Die  Hauptwirkstoffe sind Gerbstoffe, vorwiegend Gallotannine, daneben Ellagitannine und Catechingerbstoffe; ferner kommen verschiedene Phenolcarbonsäuren vor (neben Gallussäure und Ellagsäure auch Kaffeesäure, Chlorogensäure und Protocatechusäure). Die Droge enthält geringe Mengen ätherisches Öl, das hauptsächlich aus Eugenol besteht. In der intakten Pflanze liegt Eugenol im Glykosid Gein vor, dessen Zuckerkomponente Vicianose ein Disaccharid aus Glucose und Arabinose ist. Unter Wirkung des pflanzeneigenen Enzyms Gease wird es hydrolysiert und das Aglykon freigesetzt, so bei Verletzungen der Pflanze wie auch beim Zerschneiden oder Trocknen von Teilen der Pflanze.
Im Vordergrund steht die Gerbstoffwirkung, die durch die antiseptischen Eigenschaften des Eugenols unterstützt wird. Als Heildroge dienten die getrockneten Wurzeln und die Rhizome, wobei nach Hegnauer Gein vor allem in den Wurzeln vorkommt und der Gehalt in den Rhizomen zu vernachlässigen ist.
Im Altertum wurde die Echte Nelkenwurz als Heilpflanze verwendet. Plinius empfahl sie gegen Brustbeschwerden, für die hl. Hildegard war sie ein probates Aphrodisiakum. Im Mittelalter und in der frühen Neuzeit wurde sie beispielsweise bei Gelbsucht, Wassersucht und Unterleibskoliken eingesetzt. Weitere Bezeichnungen der Pflanze waren pes leporis (etwa im Galgant-Gewürztraktat) sowie sanamunda (bzw. „Sanamundenkraut“) und „Heil aller Welt“. Bei Kräuterpfarrer Künzle kam die Echte Nelkenwurz bei Gehirnhautentzündung, Blasenschwäche oder Zahnweh zum Einsatz. In der heutigen Pflanzenheilkunde wird sie nicht mehr verwendet. Zu empfehlen ist sie aufgrund des Gerbstoffgehalts als Beigabe in Magen-Darmtees. In der Homöopathie wird sie bei Entzündungen von Harnblase und Harnröhre verwendet. Die Droge wird heute noch gelegentlich in der Volksheilkunde genutzt. Die Anwendung erfolgt bei Durchfall, Verdauungsbeschwerden, als Gurgelmittel bei Entzündungen der Mund- und Rachenschleimhaut, als Badezusatz bei Frostbeulen und bei Hämorrhoiden, und bei Hauterkrankungen als Umschlag oder als Waschung.

### Verzehr
Früher wurden die Wurzeln zur Aromatisierung von Wein und Bier verwendet. Diese Zugabe wurde auch als geeignetes Mittel gesehen, einer möglichen Versäuerung entgegenzuwirken. Sie dienen auch zur Aromatisierung von Likör (Benediktiner) sowie in der Kosmetik als Zusatz zu Zahnpasten und Mundwässern. Junge Blätter können als Mischgemüse und Salat verwendet werden.

### Volksglaube
Aufgrund des starken Duftes wurde der Echten Nelkenwurz eine antidämonische Wirkung zugesprochen. So wurden pulverisierte Wurzeln dem Malefizpulver zugesetzt, einem Mittel gegen Hexen und Teufel.

## Bilder

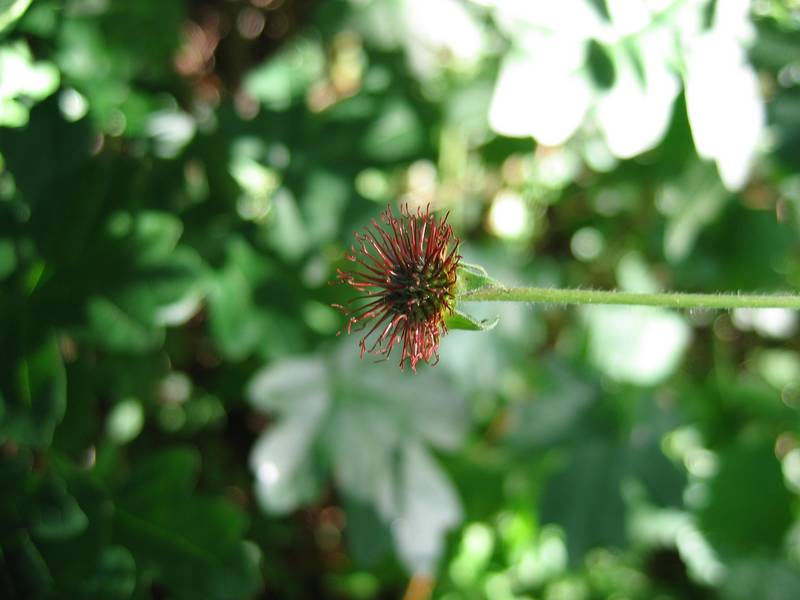
Klettenfrucht der Echten Nelkenwurz
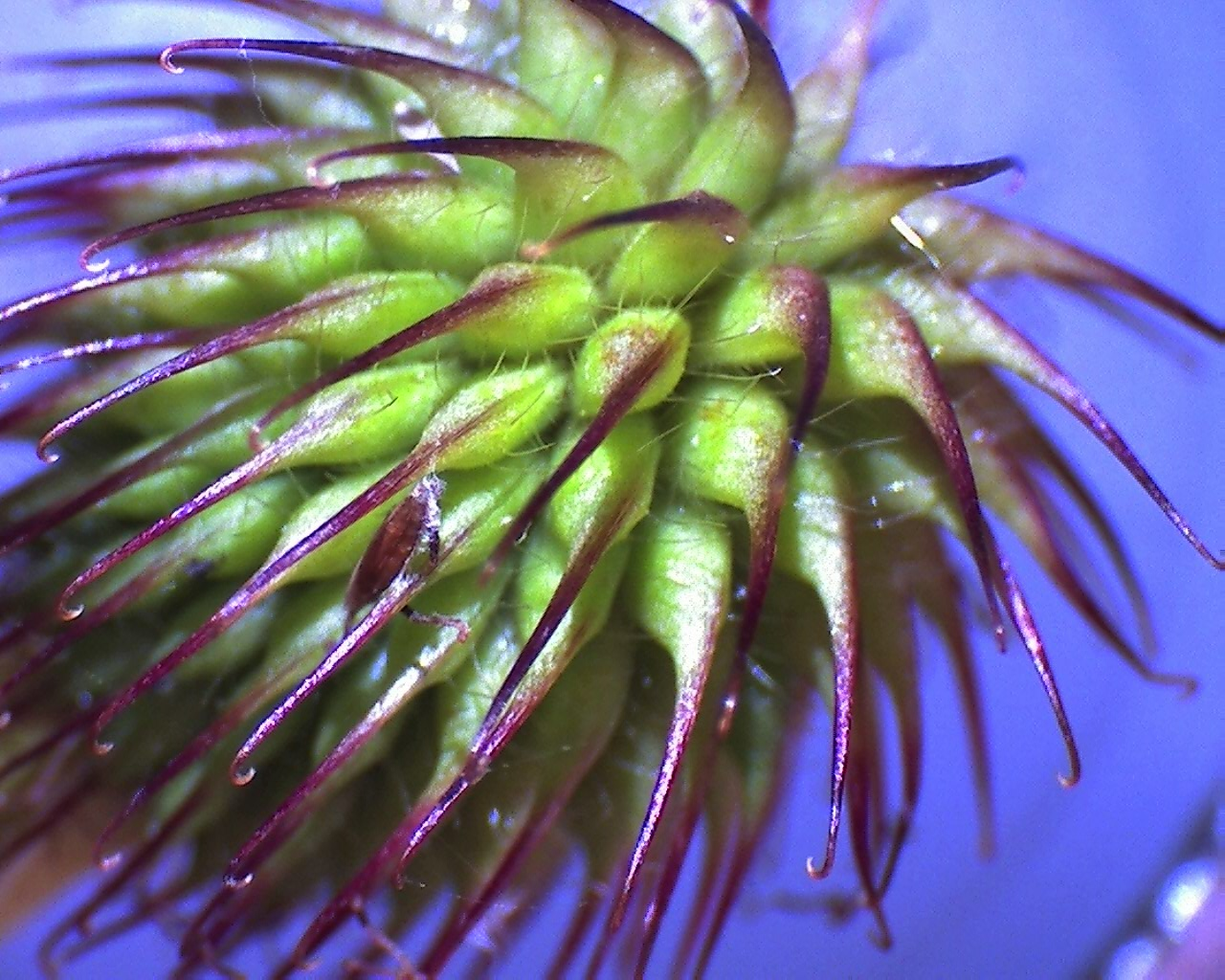
Fruchtstand
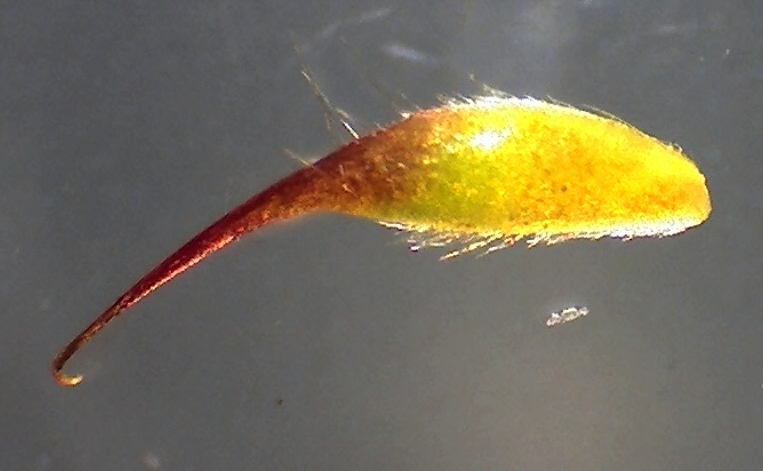
Nelkenwurzfrucht